# J&T Banka Prague Open 2016
J&T Banka Prague Open 2016 byl tenisový turnaj pořádaný jako součást ženského okruhu WTA Tour, který se hrál na otevřených antukových dvorcích areálu TK Sparta Praha. Konal se mezi 25. až 30. dubnem 2016 v české metropoli Praze jako sedmý ročník turnaje.
Turnaj s rozpočtem 500 000 dolarů patřil do kategorie WTA International Tournaments. V listopadu 2015 vedení Ženské tenisové asociace schválilo navýšení rozpočtu na půl milionu dolarů z poloviční výše, což znamenalo možnost účasti dvou tenistek z první desítky pro přihlašování do turnajů. V reakci na přijetí požadavku bylo oznámeno, že se ročníku 2016 zúčastní Lucie Šafářová i Karolína Plíšková, které byly zařazeny na listinu Top 10 hráček pro přihlašování do turnajů okruhu WTA Tour 2016. Vedle finanční odměny se cenou staly také hodinky TAG Heuer s bílou keramikou, jež obsahují diamanty v hodnotě 134 tisíc korun.
Nejvýše nasazenou hráčkou ve dvouhře se stala světová třináctka Světlana Kuzněcovová z Ruska. Osmá hráčka žebříčku Roberta Vinciová se odhlásila několik hodin před rozlosováním pro zranění levého hlezna. Nahradila ji tak Kristýna Plíšková, která také provedla los. Jako poslední přímá účastnice do dvouhry nastoupila 103. česká hráčka v pořadí WTA Kristýna Plíšková, která také plnila roli zástupkyně tenistek. Nejníže postavenou startující, jež mohla nastoupit do kvalifikačního turnaje se stala 308. žena klasifikace Nadija Kičenoková z Ukrajiny.
Sedmý triumf na okruhu WTA zaznamenala domácí tenistka Lucie Šafářová, která se na turnaji dočkala vůbec prvního vyhraného zápasu v probíhající sezóně, který ji nakonec dovedl až k triumfu na turnaji. Deblový titul si odvezl rusko-český pár Margarita Gasparjanová a Andrea Hlaváčková, jehož členky získaly první společnou trofej.

## Distribuce bodů a finančních odměn

### Distribuce bodů
| Soutěž  | vítězky | finalistky | semifinalistky | čtvrtfinalistky | 16 v kole | 32 v kole | Q  | Q3 | Q2 | Q1 |
| ------- | ------- | ---------- | -------------- | --------------- | --------- | --------- | -- | -- | -- | -- |
| dvouhra | 280     | 180        | 110            | 60              | 30        | 1         | 18 | 14 | 10 | 1  |
| čtyřhra | 280     | 180        | 110            | 60              | 1         | —         | —  | —  | —  | —  |

### Finanční odměny
| Soutěž                                | vítězky  | finalistky | semifinalistky | čtvrtfinalistky | 16 v kole | 32 v kole | Q3     | Q2     | Q1   |
| ------------------------------------- | -------- | ---------- | -------------- | --------------- | --------- | --------- | ------ | ------ | ---- |
| dvouhra                               | $111 389 | $55 435    | $29 270        | $8 502          | $4 770    | $2 774    | $1 448 | $1 052 | $764 |
| čtyřhra                               | $17 724  | $9 222     | $4 950         | $2 624          | $1 384    | —         | —      | —      | —    |
| částky ve čtyřhře jsou uváděny na pár |          |            |                |                 |           |           |        |        |      |

## Ženská dvouhra

### Nasazení
| Stát                          | Hráčka               | WTA | Nasazení |
| ----------------------------- | -------------------- | --- | -------- |
| Rusko                         | Světlana Kuzněcovová | 13. | 1.       |
| Česko                         | Lucie Šafářová       | 15. | 2.       |
| Česko                         | Karolína Plíšková    | 18  | 3        |
| Austrálie                     | Samantha Stosurová   | 26. | 4.       |
| Česko                         | Barbora Strýcová     | 33. | 5.       |
| Lotyšsko                      | Jeļena Ostapenková   | 37. | 6.       |
| Slovensko                     | Dominika Cibulková   | 38. | 7.       |
| Belgie                        | Yanina Wickmayerová  | 42. | 8.       |
| Žebříček WTA k 18. dubnu 2016 |                      |     |          |

### Jiné formy účasti

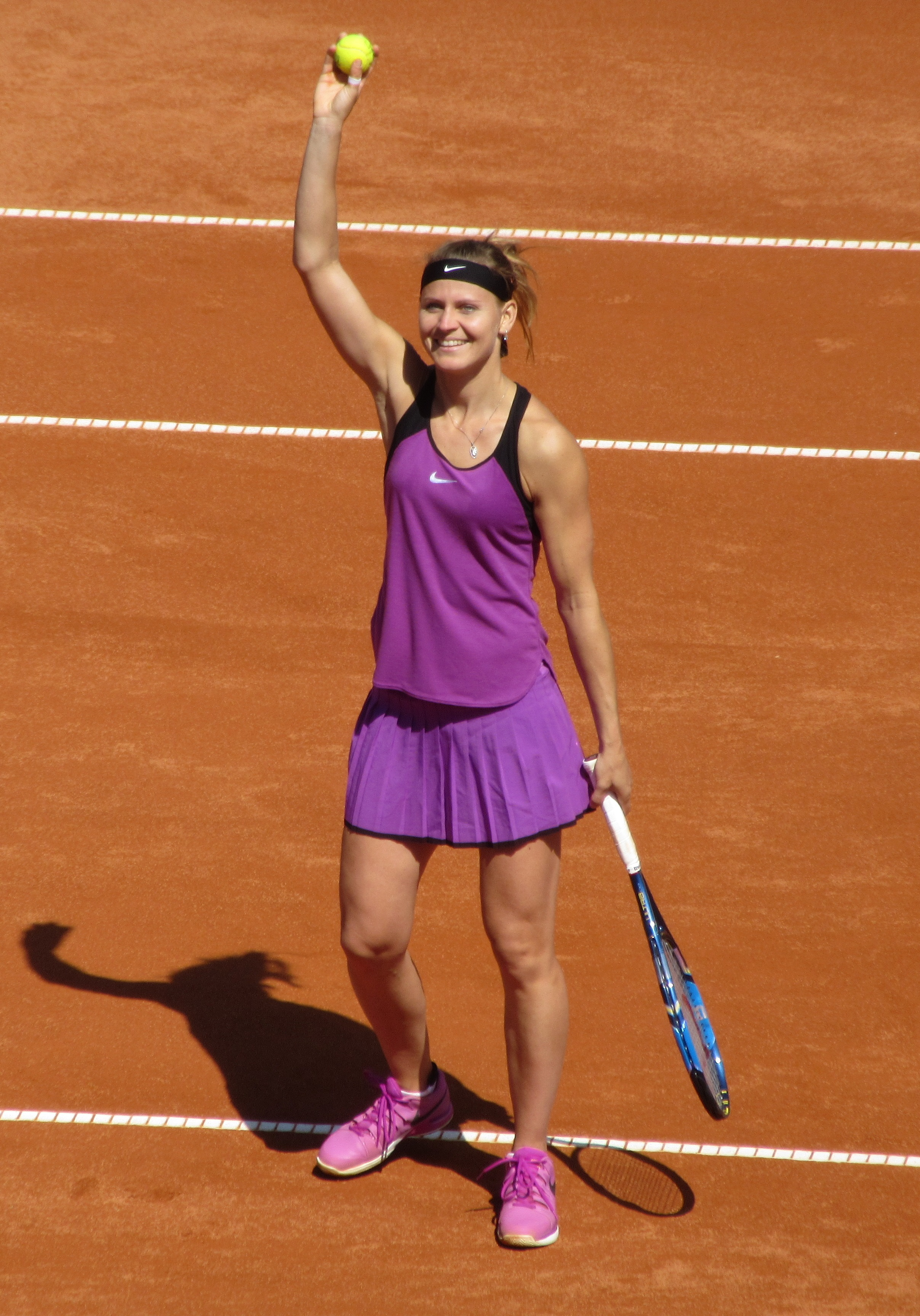
Vítězka dvouhry Lucie Šafářová

Následující hráčky obdržely divokou kartu do hlavní soutěže:
- Jana Čepelová[5]
- Kateřina Siniaková[5]
- Markéta Vondroušová[5][3]

Následující hráčka získala zvláštní výjimku:
- Stefanie Vögeleová

Následující hráčky postoupily z kvalifikace:
- Sorana Cîrsteaová
- Océane Dodinová
- Vania Kingová
- Virginie Razzanová

Následující hráčky postoupily z kvalifikace jako tzv. šťastné poražené:
- Andrea Hlaváčková
- Barbora Krejčíková
- Tereza Smitková

### Odstoupení
před zahájením turnaje
- Denisa Alertová → nahradila ji Barbora Krejčíková
- Mona Barthelová → nahradila ji Ana Konjuhová
- Jelena Jankovićová → nahradila ji Naomi Broadyová
- Darja Kasatkinová[2] → nahradila ji Sie Šu-wej
- Christina McHaleová[2] → nahradila ji Lucie Hradecká
- Heather Watsonová[2] → nahradila ji Olga Govorcovová
- Roberta Vinciová (poranění levého hlezna)[3] → nahradila ji Kristýna Plíšková

v průběhu turnaje
- Světlana Kuzněcovová (natažení břišního svalstva)

### Skrečování
- Lucie Hradecká (problémy krční páteře)

## Ženská čtyřhra

### Nasazení
| Stát                                                                      | Hráčka                 | Stát       | Hráčka            | WTA | Nasazení |
| ------------------------------------------------------------------------- | ---------------------- | ---------- | ----------------- | --- | -------- |
| USA                                                                       | Raquel Atawová         | USA        | Abigail Spearsová | 43. | 1.       |
| Rusko                                                                     | Margarita Gasparjanová | Česko      | Andrea Hlaváčková | 54. | 2.       |
| Čínská Tchaj-pej                                                          | Čuang Ťia-žung         | Chorvatsko | Darija Juraková   | 84. | 3.       |
| Čína                                                                      | Liang Čchen            | Polsko     | Alicja Rosolská   | 97. | 4.       |
| Žebříček WTA k 18. dubnu 2016; číslo je součtem umístění obou členek páru |                        |            |                   |     |          |

### Jiné formy účasti
Páry, které obdržely divokou kartu do hlavní soutěže:
- Jana Čepelová /  Viktoria Kužmová[9]
- Tereza Smitková /  Barbora Štefková[9]

## Přehled finále

### Ženská dvouhra
- Lucie Šafářová vs.  Samantha Stosurová, 3–6, 6–1, 6–4

### Ženská čtyřhra
- Margarita Gasparjanová /  Andrea Hlaváčková vs.  María Irigoyenová /  Paula Kaniová, 6–4, 6–2